# Giampiero Marini
Pour les articles homonymes, voir Marini.
Giampiero Marini  est un footballeur italien, né le 25 février 1951 à Lodi, évoluant au poste de milieu de terrain, reconverti en entraîneur.
En 1982, à la coupe du monde en Espagne il eut « l'honneur » de recevoir le carton jaune le plus rapide de l'histoire de la coupe du monde de football.

## Carrière

### Joueur
- 1968-1969 :  AC Fanfulla
- 1969-1970 :  Varese FC
- 1971-1972 :  Reggina Calcio
- 1971-1972 :  US Triestina
- 1972-1975 :  Varese FC
- 1976-1986 :  Inter Milan

### Entraîneur
- Fév.-Juin 1994 :  Inter Milan
- 1997 :  Calcio Côme
- 1997-1999 :  US Cremonese
- 1999-2000 :  Calcio Côme

## Palmarès

### Joueur
- 20 sélections en équipe d'Italie entre 1980 et 1983
- Vainqueur de la Coupe du monde 1982 avec l'équipe d'Italie
- Champion d'Italie en 1980 avec l'Inter Milan
- Vainqueur de la Coupe d'Italie en 1978, et 1982 avec l'Inter Milan

### Entraîneur
- Vainqueur de la Coupe UEFA en 1994 avec l'Inter Milan